# San-marinesische Davis-Cup-Mannschaft
Die san-marinesische Davis-Cup-Mannschaft ist die Tennisnationalmannschaft der Republik San Marino.

## Geschichte
1993 nahm San Marino erstmals am Davis Cup teil und spielte seitdem in der Europa-Gruppenzone III oder IV. Bester Spieler der Mannschaft ist Domenico Vicini mit 61 Siegen in insgesamt 92 Begegnungen. Er ist damit sowohl Rekordspieler seines Landes als auch der Rekordhalter für die meisten bestrittenen Begegnungen im Davis Cup. Vicini ist außerdem Kapitän der Mannschaft.